# فرد کامینگز
 فرد کامینگز (انگلیسی: Fred Cummings؛ زاده ) یک فیزیک‌دان است.